# コード・ガーベン
コード・ガーベン（ドイツ語：Cord Garben、1943年2月11日-）はドイツのピアニスト、指揮者、プロデューサー、編曲家。バート・ホンブルク・フォア・デア・ヘーエ出身。

## 経歴
ハノーファー国立音楽大学で音楽教育、ピアノ、指揮を学んだのち、ハノーファーのニーダーザクセン州立劇場で声楽コーチを短期間務めた。1972年、レコード会社「ドイツ・グラモフォン」のクラシック音楽プロデューサーとなった。ディートリヒ・フィッシャー・ディースカウ、ヘルベルト・フォン・カラヤン、アルトゥーロ・ベネデッティ・ミケランジェリ、ムスティスラフ・ロストロポーヴィチらの録音を手がけたほか、1984年以降、同社の全てのオペラ録音をプロデュースし、7度のグラミー賞に輝いている。1992年のカルロス・クライバーによるウィーン・フィルのニューイヤーコンサートでは、指揮者とともにCD化（ソニーから）の共同作業を手がけた
ハンブルクのヨハネス・ブラームス協会の会長。レーベユンの国際カール・レーヴェ協会の名誉会員。

## 出版

### 著作
- 『フランツ・シューベルトの連作歌曲集の解釈について』(Zur Interpretation der Liedzyklen von Franz Schubert)、1999年、ハンブルク、Wagner、ISBN 978-3-88979-080-4
- 『天才アルトゥーロ・ベネデッティ・ミケランジェリとの綱渡り』(Gratwanderungen mit einem Genie. Arturo Benedetti Michelangeli)、2002年、ハンブルク、CDブック、Europäische Verlagsanstalt、ISBN 978-3-43450524-2
- 『目を離さない．偉大なピアニストたちと作品の忠実な解釈について』(Auf die Finger geschaut. Von der Werktreue großer Pianisten)、2014年、デュッセルドルフ、Staccato、ISBN 978-3-932976-56-8
- 『ピアノのお医者さん．ピアノ演奏者へのアドバイス』(Pianodoctor. Ein Ratgeber für große und kleine Klavierspieler)、2015年デュッセルドルフ、Staccato、ISBN 978-3-932976-60-5 [1]

### 編曲
- シューベルト：チェロと管弦楽のためのコンチェルト・アルペッジョーネ（チェロソナタの編曲版）、Sikorski
- ブラームス：チェロ協奏曲（二重協奏曲作品102の編曲版）、Peters
- ブラームス：ヴァイオリン協奏曲のアダージョ（オーボエ、ピアノ）、ピアノ協奏曲第2番ロ長調のアンダンテ（チェロ、ピアノ）、Sikorski
- メンデルスゾーン：ピアノ協奏曲ト短調・ニ短調のピアノ五重奏（ピアノと弦楽四重奏）編曲版。無言歌集のピアノ三重奏編曲版、Sikorski
- ワーグナー：「パルジファル」から、主要シーンのフンパーディンクによる室内管弦楽団用の編曲版。フンパーディンクの自筆譜を演奏会用に編集。自費出版
- ワーグナー：「ニーベルングの指輪」、ブエノスアイレスのコロン劇場での7時間短縮上演用の編曲版、UA 2012. 自費出版

### CD
ピアニストとして
- カール・レーヴェ：歌曲・バラード集（全集）、全21巻、classic production osnabrück
- アレクサンダー・フォン・ツェムリンスキー：歌曲集（全集）、DGG
- エクトル・ベルリオーズ：歌曲集、DGG
- シューベルト・シューマン・リスト・ブラームスなどの歌曲集

指揮者として
- モーツァルト：ピアノ協奏曲第20番・第25番、ミケランジェリの演奏会ライブ録音、北ドイツ放送交響楽団、1989年 Deutsche Grammophon　[2]